# Aspidobyctiscus paviei
Aspidobyctiscus paviei là một loài bọ cánh cứng trong họ Rhynchitidae. Loài này được Aurivillius miêu tả khoa học năm 1891.